# Yanggan
Yanggan är en köping i sydöstra Kina. Den ligger i Suixi härad i staden Zhanjiang i provinsen Guangdong, omkring 400 kilometer sydväst om provinshuvudstaden Guangzhou. Antalet invånare är 80 681. Befolkningen består av 39 222 kvinnor och 41 459 män. Barn under 15 år utgör 24,0 %, vuxna 15-64 år 65 %, och äldre över 65 år 10,0 %.